# 1.-August-Weggen

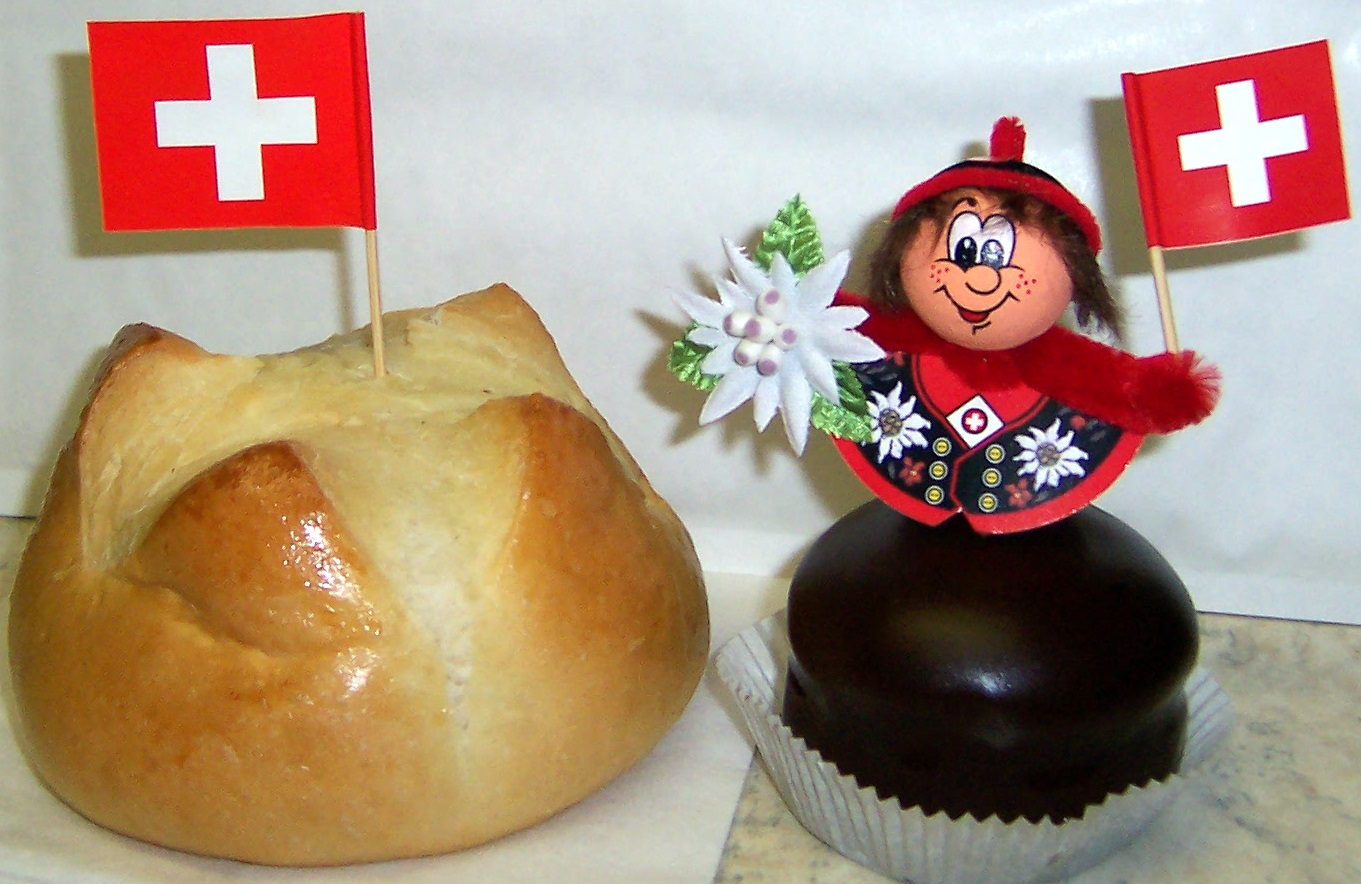
1.-August-Weggen und 1.-August-Mohrenkopf

Der 1.-August-Weggen ist ein Hefegebäck von 90 bis 240 Gramm, das in der Schweiz zum Schweizer Bundesfeiertag vom 1. August angeboten wird. Vor dem Backen wird ein Kreuz auf dem 1.-August-Weggen in den Teig eingeschnitten.
Ähnlich sieht das 1.-August-Brot aus, das etwas grösser ist.
Der Schweizerischen Bäcker- und Konditorenmeisterverband (SBKV) hat die 1.-August-Weggen im Jahr 1959 kreiert. Seither werden die sehr bekannten goldbraunen Backwaren meist mit kleinen Schweizerfähnchen geschmückt angeboten.